# Puntate de Il nome della rosa
Le puntate della miniserie televisiva Il nome della rosa (The Name of the Rose) sono state trasmesse in prima visione mondiale in Italia dal 4 al 25 marzo 2019 su Rai 1.
| nº | Titolo originale | Titolo italiano | Prima TV Italia |
| -- | ---------------- | --------------- | --------------- |
| 1  | Episode 1        | Episodio 1      | 4 marzo 2019    |
| 2  | Episode 2        | Episodio 2      | 4 marzo 2019    |
| 3  | Episode 3        | Episodio 3      | 11 marzo 2019   |
| 4  | Episode 4        | Episodio 4      | 11 marzo 2019   |
| 5  | Episode 5        | Episodio 5      | 18 marzo 2019   |
| 6  | Episode 6        | Episodio 6      | 18 marzo 2019   |
| 7  | Episode 7        | Episodio 7      | 25 marzo 2019   |
| 8  | Episode 8        | Episodio 8      | 25 marzo 2019   |

## Episodio 1
- Titolo originale: Episode 1
- Diretta da: Giacomo Battiato
- Scritta da: Andrea Porporati (soggetto); Giacomo Battiato, Andrea Porporati, John Turturro, Nigel Williams (sceneggiatura)

### Trama
Nord-Italia, fine di novembre del 1327. Papa Giovanni XXII e l’Imperatore Ludovico il Bavaro sono in guerra. È in gioco la separazione tra Religione e Politica. Adso da Melk, un giovane soldato figlio di un barone tedesco al seguito dell’Imperatore, desidera prendere i voti nonostante suo padre lo voglia soldato. Quindi assunti i voti da novizio benedettino, dopo aver incontrato Guglielmo da Baskerville, un famoso frate francescano inglese colto e intelligente, decide di seguirlo come sua guida per il suo cammino spirituale. Guglielmo è diretto a un’isolata e sperduta abbazia benedettina di regola cluniacense, posta sulla vetta di un monte sulle Alpi dell'Italia settentrionale, famosa per la sua straordinaria biblioteca che custodisce manoscritti di inestimabile valore. Lì si terrà una Disputa importante e decisiva sul ruolo della Chiesa, la Disputa sulla povertà apostolica per valutare se debba mantenere potere e ricchezza o farsi povera a imitazione di Cristo e dedicarsi unicamente alla vita spirituale; Guglielmo dovrà rappresentare l’Ordine francescano ed in generale il monachesimo degli ordini mendicanti, sostenitori delle tesi pauperistiche e alleati dell'imperatore Ludovico di Baviera, e minacciato dal potere temporale del Papa francese Giovanni XXII e dall'opulenza delle gerarchie ecclesiastiche e della curia papale durante il periodo della cosiddetta cattività avignonese. Quando Guglielmo e Adso arrivano all’abbazia, che si presenta subito come un luogo inquietante e dove aleggia più di un mistero, la trovano in subbuglio per l’assassinio del monaco miniaturista Adelmo da Otranto, delitto che darà il via a una serie intricata di eventi delittuosi che coinvolgono, uno alla volta, i monaci dell’abbazia. L’abate Abbone da Fossanova chiede a Guglielmo di indagare sull’identità e sul movente del misterioso assassino prima dell’arrivo della delegazione della curia papale guidata dal feroce inquisitore domenicano Bernardo Gui. Mentre Guglielmo inizia a indagare e interrogare i monaci, Adso è attratto dalla bellezza di una ragazza occitana dai capelli rossi in fuga dalla guerra nel suo paese, che vive nella foresta attorno all’abbazia. All’alba del secondo giorno, un altro monaco, il traduttore Venanzio da Salvemec, viene trovato morto in un barile di sangue di maiale.
- Durata: 50 minuti
- Altri interpreti: Chiara Bianchino (Donna nella tenda del generale), Nathan Alberto Macchioni (Soldato ferito da Adso), Maurizio Modesti (Lebbroso), Leonardo Pazzagli (Adelmo da Otranto), Alfredo Pea (Pacifico da Tivoli), Stefano Scherini (Eretico), Alkis Zanis (Converso assistente di Remigio).
- Ascolti Italia (puntate 1 e 2): telespettatori 6 501 000 – share 27,4%[3]

## Episodio 2
- Titolo originale: Episode 2
- Diretta da: Giacomo Battiato
- Scritta da: Andrea Porporati (soggetto); Giacomo Battiato, Andrea Porporati, John Turturro, Nigel Williams (sceneggiatura)

### Trama
Le tracce dell’assassino portano dritte alla biblioteca nella grande torre, un labirinto vietato a tutti tranne che al bibliotecario Malachia da Hildesheim e al suo assistente Berengario da Arundel. Guglielmo capisce che Adelmo si è suicidato, che Venanzio è stato avvelenato e gli indizi sembrano indicare Berengario come il possibile assassino. Intanto il brutale inquisitore domenicano Bernardo Gui, diretto all’abbazia con la sua scorta armata, compie un sanguinoso massacro a Pietranera, villaggio considerato rifugio di eretici dolciniani, sterminando la famiglia di Anna. Anna è la figlia segreta di Fra Dolcino e Margherita Boninsegna, condannati al rogo molti anni prima dallo stesso Bernardo Gui. Dolcino predicava e si batteva con le armi per una Chiesa povera e giusta. Il cellario Remigio da Varagine e il deforme Salvatore (che fabbrica la carta per i libri) erano stati suoi seguaci e ora si nascondono tra le mura dell’abbazia. Dopo avere trovato nello scriptorium un codice scritto da Venanzio la notte in cui è stato ucciso, Guglielmo decide di sfidare il divieto imposto dall’Abate e di entrare nella biblioteca: grazie ai suggerimenti del vegliardo monaco Alinardo da Grottaferrata, scopre un passaggio segreto che parte dalla chiesa e raggiunge, attraverso l'ossario, le cucine site nella torre (ove si trova, al terzo piano, la biblioteca). Guglielmo e Adso salgono allo scriptorium e raggiungono la postazione di Venanzio; distratti da un rumore, notano una figura nell'ombra che, dopo averli seminati, sottrae un libro dal tavolo di Venanzio e scompare. Successivamente i due raggiungono la biblioteca, vagano e si perdono incantati nel labirinto fino a quando il giovane cade in preda a visioni spaventose.
- Durata: 54 minuti
- Altri interpreti: Alessandro Giallocosta (Soldato), Laura Martelli (Madre della ragazza occitana dai capelli rossi), Kiara McKormick (Anna da bambina), Marco Pancrazi (Comandante dei soldati del barone), Leonardo Pazzagli (Adelmo da Otranto), Stefano Scherini (Eretico), Giuseppe Schillaci (Amante di Bianca), Antonio Spagnuolo (Ufficiale della delegazione papale), Alkis Zanis (Converso assistente di Remigio), Camilla Diana (Bianca).
- Ascolti Italia (puntate 1 e 2): telespettatori 6 501 000 – share 27,4%[3]

## Episodio 3
- Titolo originale: Episode 3
- Diretta da: Giacomo Battiato
- Scritta da: Andrea Porporati (soggetto); Giacomo Battiato, Andrea Porporati, John Turturro, Nigel Williams (sceneggiatura)

### Trama
Guglielmo trova Adso in preda alle allucinazioni in una stanza della biblioteca, e scopre che qualcuno inserisce sostanze allucinogene che se inalate provocano visioni; oltretutto in un'altra stanza si trova un ingegnoso sistema di canne ruotate che, venendo sferzate dal vento, provocano dei sospiri e sinistri lamenti che, a detta del bibliotecario, dovrebbero tener lontano i monaci indesiderati, facendo credere loro che la biblioteca sia infestata dagli spiriti. Visto che Guglielmo non trova nulla di interessante nella biblioteca, decide di interrogare Salvatore sul suo passato di dolciniano, ma costui si allontana. Adso, sempre più interessato dalla storia del frate apostolico Dolcino, chiede spiegazioni all'anziano monaco cieco Jorge da Burgos, profondo conoscitore dei segreti del monastero ed ex bibliotecario, e successivamente chiede al bibliotecario Malachia un libro che narra delle vicende del frate apostolico e di Margherita. Intanto l'inquisitore Bernardo Gui, in viaggio verso l'abbazia, si sofferma ad una cappella abbandonata nel bosco, ricordando di come all'epoca della cattura di Dolcino e Margherita, avesse tentato di fornicare con lei, cercando di farla abiurare; la figlia segreta di Dolcino, Anna, lo ha inseguito per compiere la sua vendetta, e scaglia una freccia contro Bernardo, mancandolo, e ingaggiando un combattimento contro le guardie, venendo ferita, benché riesca a far perdere le sue tracce.
Guglielmo riesce a riavere delle lenti (precedentemente sottrategli nello scriptorium assieme al libro che Venanzio stava consultando) fabbricate dal monaco e mastro vetraio Nicola da Morimondo per poter leggere la pergamena con il codice misterioso, mentre Adso, quella notte stessa, gli confessa alcuni suoi dubbi sull'amore e sulla figura della donna così tanto condannata dalla Chiesa. Dopo ciò, Guglielmo si aggira per l'abbazia e trova il monaco cellario Remigio, interrogandolo sul suo passato di dolciniano, anche se costui si schermisce, giustificando la sua causa "santa" in quanto la Chiesa è profondamente corrotta e meriterebbe una scossa dall'interno. Nel frattempo nella zona dei balnea, il monaco Alinardo inizia a predire l'avvenimento della terza tromba dell'Apocalisse, che presto si rivelerà giusta, anche se in maniera figurata. La campana chiama i monaci a raccolta, e si presagisce un evento infausto.
- Durata: 49 minuti
- Altri interpreti: Andrea Bruschi (Cuoco dell'abbazia), Stefano Scherini (Eretico), Antonio Spagnuolo (Ufficiale della delegazione papale).
- Ascolti Italia (puntate 3 e 4): telespettatori 4 727 000 – share 19,9%[4]

## Episodio 4
- Titolo originale: Episode 4
- Diretta da: Giacomo Battiato
- Scritta da: Andrea Porporati (soggetto); Giacomo Battiato, Andrea Porporati, John Turturro, Nigel Williams (sceneggiatura)

### Trama
All'inizio della puntata i monaci trovano finalmente il corpo di Berengario, scomparso da almeno una notte e annegato in una tinozza dei balnea. Guglielmo, analizzando il cadavere insieme al monaco erborista Severino da Sant'Emmerano, trova ugualmente le tracce delle dita e la lingua nere, e volendo vederci chiaro sull'avvelenamento, ordina l'apertura del cadavere, suscitando l'ira dei confratelli. Mentre Anna nel bosco cerca un riparo dove non essere inseguita dalle guardie dell'inquisizione, perdendo molto sangue, il cartiere Salvatore rievoca il suo passato da buffone di corte, ridotto a un animale domestico presso i suoi padroni, quando all'improvviso un giorno irruppero i dolciniani, che uccisero un prelato lì presente e rapirono il rampollo della famiglia, mentre lui veniva liberato proprio da Remigio, che si era unito alla causa santa. Intanto frate Guglielmo riesce a decifrare il codice di Venanzio, e la notte stessa rientra con Adso nella biblioteca, trovando un passaggio segreto proprio nella stanza dei fumi, raggiungendo la porta con il cartiglio ("Super thronos viginti quatuor") citato da Venanzio per localizzare un non meglio specificato finis Africae, anche se non riesce ad accedervi perché non riesce a decifrare il codice "mano sopra l'idolo, premi il primo e settimo di quattro": nella stanza, che a rigor di simmetria con gli altri torrioni dovrebbe comunicare con una stanza centrale, è presente un grosso specchio a parete. L'astuto francescano scopre il modo per orientarsi nel labirinto: nota che sopra ogni porta v'è infatti un cartiglio con un passo della Bibbia, e in alcune stanze v'è una lettera evidenziata; unendo le prime lettere delle frasi della Bibbia delle stanze attigue, prendendo la stanza con la lettera evidenziata come inizio, escono fuori i nomi delle zone geografiche del mondo allora conosciuto, e nelle stanze con un determinato nome geografico vi sono i volumi di autori provenienti proprio da quell'area. Il finis Africae nominato da Venanzio è la parte più lontana dell'Africa, ma è dunque murato, e lo specchio ne è la porta. I due, accorgendosi che non sono soli nella biblioteca ed udendo le campane del mattutino, ancora una volta preferiscono abbandonare il campo di indagine, mentre Adso prende un libro di poesie da donare alla misteriosa ragazza del bosco. Infatti il giovane monaco la incontra, dandole il libro, e avviene tra i due il primo bacio. Tornato nell'abbazia, lui e Guglielmo vengono sorpresi dall'arrivo improvviso di Bernardo Gui con la sua truppa.
- Durata: 50 minuti
- Altri interpreti: Derek Boschi (Guillam de Masan), Fabio Carfora (Vescovo al palazzo nobiliare), Federigo Ceci (Eudes, vescovo di Carpentras), Alessandra Celi (Madre al palazzo nobiliare), Diego Delpiano (Martino), Gianluigi Fogacci (Roberto, conte di Firenze), Kiara McKormick (Anna da bambina), Alfredo Pea (Pacifico da Tivoli), Nicholas Turturro (Pedro Lopez de Luna, arcivescovo di Saragozza).
- Ascolti Italia (puntate 3 e 4): telespettatori 4 727 000 – share 19,9%[4]

## Episodio 5
- Titolo originale: Episode 5
- Diretta da: Giacomo Battiato
- Scritta da: Andrea Porporati (soggetto); Giacomo Battiato, Andrea Porporati, John Turturro, Nigel Williams (sceneggiatura)

### Trama
Anna, caduta esanime nel bosco, viene trovata dalla ragazza amante di Adso e curata, anche se le due non si capiscono affatto per la diversità dell'idioma. La sera stessa, l'abate dà una cena speciale per gli arrivati, mentre Salvatore e Remigio appaiono sempre più nervosi per la presenza dell'inquisitore, progettando di abbandonare rocambolescamente l'abbazia. Immediatamente Bernardo tesse dei rapporti di amicizia con Malachia, che gli svela molte irregolarità riguardo all'andamento ordinario degli ordini e delle mansioni dell'abbazia, iniziate proprio con l'arrivo di Guglielmo; poi fa il nome di Remigio, parlando di alcune carte che 15 anni prima lui gli aveva chiesto di nascondere in biblioteca, suscitando la viva curiosità di Bernardo, il quale ammette di ricordare il nome del monaco, ma non per quale motivo. Dopo aver assistito ad una disputa tra frate Alinardo e l'anziano Jorge sulla validità del riso, Bernardo, avendo riparlato con Malachia, inizia a sospettare di Remigio, e ordina che venga immediatamente convocato la sera stessa anche se non riesce a trovarlo.
Adso e la ragazza si incontrano di nuovo, l'ultimo idillio tra di loro, e fanno all'amore, mentre nei balnea Bernardo riesce ad incrociare Remigio, che avvicina e interroga. Intuendo il nervosismo del monaco, Bernardo decide di non fare molte domande, rimandando l'interrogatorio al momento opportuno, dato che si aspetta un nuovo delitto o misfatto. Più tardi ha inizio la tanto attesa "vexata quaestio" tra Francescani ed emissari papali, arcivescovi, monaci domenicani e nobili signori sulla questione della povertà di Cristo e della Chiesa, e sugli atteggiamenti contro la religione, a detta della curia papale di papa Giovanni XXII, dei Francescani considerati come "eretici"; ben presto infatti la pacata disputa si trasforma in un'accesa zuffa tra le due parti, tanto che l'abate è costretto a sospendere i lavori. D'altra parte, nel bosco la ragazza viene catturata da Salvatore, che vuole essere "amato" da lei, e la porta nella cartiera, perché ha in mente un rito satanico in cui la fanciulla deve fare la sua parte.
- Durata: 50 minuti
- Altri interpreti: Derek Boschi (Guillam de Masan), Federigo Ceci (Eudes, vescovo di Carpentras), Gianluigi Fogacci (Roberto, conte di Firenze), Alfredo Pea (Pacifico da Tivoli), Antonio Spagnuolo (Ufficiale della delegazione papale), Nicholas Turturro (Pedro Lopez de Luna, arcivescovo di Saragozza), Alkis Zanis (Converso assistente di Remigio).
- Ascolti Italia (puntate 5 e 6): telespettatori 3 894 000 – share 16,7%[5]

## Episodio 6
- Titolo originale: Episode 6
- Diretta da: Giacomo Battiato
- Scritta da: Andrea Porporati (soggetto); Giacomo Battiato, Andrea Porporati, John Turturro, Nigel Williams (sceneggiatura)

### Trama
Malachia e Bernardo hanno un altro incontro, in cui l'inquisitore dichiara apertamente di sapere anche della relazione tra lui e Berengario, facendo intimorire Malachia, che chiede a Bernardo di disporre delle guarnigioni a guardia sia della biblioteca che degli altri luoghi strategici dell'abbazia. Adso s'incontra con il goffo Salvatore, che ha in un sacco un gatto nero, che gli servirà per il suo rito satanico affinché diventi bello. Nel frattempo tra i popolani che si recano da Remigio e il suo assistente a vendere i prodotti agricoli per ricevere la paga, si nasconde Anna, guarita grazie alle cure della ragazza. Remigio la riconosce subito e la porta nel cimitero, promettendo di esaudire le richieste della ragazza: consegnarle le carte di fra Dolcino per i suoi seguaci ancora sparsi in Italia, dopo che riesce a farla desistere dal suo piano di uccidere Bernardo Gui.
Intanto i lavori della questione sulla povertà riprendono, non prima che Guglielmo abbia avuto un veloce incontro con il monaco Severino, il quale gli rivela di aver trovato nel laboratorio uno "strano libro". Guglielmo gli ordina di rinchiudersi nello studio e di sorvegliare il libro, mentre la nebbia inizia a scendere fitta. Mentre i monaci rientrano, ci sono anche Malachia (che ha udito tutta la conversazione), e Remigio, che lo supplica di riconsegnarli le lettere di Dolcino, anche se il bibliotecario non può, essendosi messo a totale disposizione dei comandi di Bernardo. Durante la disputa in abbazia, i lavori sono nuovamente interrotti da un grave fatto: Severino è stato ucciso nel suo studio con un astrolabio sferico scagliato contro la sua testa, e il laboratorio è stato messo a soqquadro. Bernardo Gui trova lì dentro Remigio, sospettando immediatamente di lui, e facendolo arrestare, mentre lui si difende in lacrime, sostenendo di aver trovato Severino già morto. Guglielmo fa sbarrare le porte per esaminare la scena del delitto: il frate ha i guanti, dunque non ha le dita nere, avendo maneggiato il libro con cautela; Adso stesso sostiene che Remigio non possa essere in collegamento con l'omicidio, in quanto mentre si recava verso l'abbazia per la disputa, aveva visto Remigio fuori dallo studio, che aveva la porta già sbarrata.
Cercando tra i vari libri, sperando di trovare quello famoso scritto in greco, Guglielmo si arrende, e decide di lasciare la stanza ai monaci che devono ricomporre e lavare il corpo di Severino. Tuttavia, ragionando sulla natura "strana" del libro nel portico, Adso ha la brillante rivelazione di far ricordare a Guglielmo che alcuni libri sono riciclati da altri, e che quindi un volume può avere vari trattati in diverse lingue, compreso il greco. Tornando in fretta e furia nello studio di Severino, dato che i due hanno guardato soltanto le prime pagine di ciascun manoscritto, si accorgono che il libro che iniziava in lingua araba, e che i due avevano anche sfogliato, è scomparso. I lavori della disputa vengono momentaneamente interrotti sino al termine dell'interrogatorio che Bernardo ha preparato per Remigio, che viene condotto in catene dopo essere stato torturato, mentre Adso in cerca della ragazza, dai suoi fischi (l'unico metodo che i due abbiano trovato per comunicare, data la diversità della lingua), scopre che è prigioniera nella cartiera di Salvatore, che sta compiendo il rito satanico. I due hanno una colluttazione, ma Salvatore fa scivolare Adso nel torrente, mentre le truppe di Bernardo, che è stato informato da Malachia stesso di aver visto Salvatore con un gatto nero, irrompono nella cartiera, arrestando sia il deforme monaco che la ragazza.
- Durata: 50 minuti
- Altri interpreti: Derek Boschi (Guillam de Masan), Federigo Ceci (Eudes, vescovo di Carpentras), Gianluigi Fogacci (Roberto, conte di Firenze), Alessandro Giallocosta (Soldato), Kiara McKormick (Anna da bambina), Alfredo Pea (Pacifico da Tivoli), Nicholas Turturro (Pedro Lopez de Luna, arcivescovo di Saragozza), Alkis Zanis (Converso assistente di Remigio).
- Ascolti Italia (puntate 5 e 6): telespettatori 3 894 000 – share 16,7%[5]

## Episodio 7
- Titolo originale: Episode 7
- Diretta da: Giacomo Battiato
- Scritta da: Andrea Porporati (soggetto); Giacomo Battiato, Andrea Porporati, John Turturro, Nigel Williams (sceneggiatura)

### Trama
Mentre la ragazza di Provenza e il monaco Salvatore sono sbattuti in cella, Adso torna malconcio all'abbazia, facendosi medicare da Guglielmo. Il giorno seguente Bernardo Gui si reca da Salvatore per estorcergli con la sua eloquenza ingannevole delle preziose informazioni sul conto suo, sul passato di frate Remigio e sulla natura demoniaca della ragazza, che lui ritiene una strega per aver partecipato al rito del gatto nero. Anna, non essendosi mai allontanata dal monastero in quanto desiderosa da un lato di uccidere Bernardo, dall'altro riavere da Remigio le lettere del padre Dolcino, intende salvare la fanciulla che l'ha curata nel bosco, e tenta di liberarla, dopo che ha tramortito un monaco dell'abbazia, scoprendo dove è rinchiusa. Ma il monaco dà l'allarme appena si libera nel balnea, e così Anna rimane "prigioniera" in un cantuccio nascosto delle prigioni.
Frate Remigio viene ancora una volta preso dalla cella e condotto nella sala ove è stato allestito il tribunale, in cui viene interrogato da Bernardo che lo accusa anche degli omicidi avvenuti nell'abbazia, ricevendo il parere negativo di Guglielmo, che oltretutto mal sopporta i metodi coercitivi e feroci del domenicano, in primis la tortura, che – secondo il francescano – farebbe dire al prigioniero qualunque cosa pur di evitare altro dolore. Bernardo e Guglielmo arrivano al limite dello scontro: per avvalorare le accuse di Bernardo viene convocato il bibliotecario Malachia, che mostra le carte di frate Dolcino; oltre a ciò la testimonianza di Salvatore è quanto basta a Bernardo per continuare a strada spianata a far estorcere, sotto minaccia di nuove torture, una confessione a Remigio, che si trova ormai in trappola. Confessione che però è inventata per quanto riguarda l'omicidio degli altri monaci dell'abbazia. Adso, non avendo più speranze per la salvezza della fanciulla, porta nella prigione il monaco Jorge per impartirle l'estrema unzione.
Nella sera in abbazia si prega per l'anima di Remigio, ma il rito è interrotto dalla morte di Malachia, che stramazza al suolo: Guglielmo e Adso notano che ha la lingua nera.
- Durata: 51 minuti
- Altri interpreti: Derek Boschi (Guillam de Masan), Federigo Ceci (Eudes, vescovo di Carpentras), Gianluigi Fogacci (Roberto, conte di Firenze), Alessandro Giallocosta (Soldato), Kiara McKormick (Anna da bambina), Alfredo Pea (Pacifico da Tivoli), Antonio Spagnuolo (Ufficiale della delegazione papale), Nicholas Turturro (Pedro Lopez de Luna, arcivescovo di Saragozza), Alkis Zanis (Converso assistente di Remigio).
- Ascolti Italia (puntate 7 e 8): telespettatori 3 960 000 – share 16,9%[6]

## Episodio 8
- Titolo originale: Episode 8
- Diretta da: Giacomo Battiato
- Scritta da: Andrea Porporati (soggetto); Giacomo Battiato, Andrea Porporati, John Turturro, Nigel Williams (sceneggiatura)

### Trama
Bernardo Gui, che ha assistito alla morte di Malachia, non sa spiegarsi il fatto, visto che riteneva di aver preso l'assassino, ma è troppo interessato a tornare ad Avignone per consegnare al Papa i prigionieri, desiderando non troppo velatamente anche che l'ordine dei Francescani venga distrutto. La sera Adso cerca ancora di comprendere le ragioni del tanto astio di Bernardo nei confronti della fanciulla, che ovviamente non è affatto una strega, e frate Guglielmo alla fine riesce a trovare un metodo per liberarla. Il giorno seguente i due monaci adocchiano Bencio, che ora l'Abate ha nominato bibliotecario, dopo che alla morte di Berengario era divenuto l'aiutante di Malachia. Ora anche lui, credendo che nell'abbazia si aggiri un assassino, ha paura, e si fa interrogare da Guglielmo riguardo al libro misterioso, poiché ormai è chiaro che lui l'ha preso nello studio di Severino, mentre loro non erano presenti, per ridarlo a Malachia. Avendolo sfogliato, Bencio si era accorto, arrivando alla parte finale del testo greco (la Poetica di Aristotele, secondo libro, che tratta della commedia), che la carta era strana e le pagine incollate. Guglielmo, comprendendo molto bene il punto finale di questo piano diabolico, decide la sera stessa di tornare in biblioteca, non prima però di aver interloquito con Bernardo, minacciandolo di denunciarlo allo stesso pontefice per essersi macchiato di omicidio durante l'esecuzione di Dolcino e Margherita (in quanto lui stesso, per rampogna contro Margherita, si era sostituito al braccio secolare per appiccare il rogo, cosa proibita), ottenendo così la promessa di liberazione della fanciulla di Provenza.
Bernardo, a malincuore, decide di obbedire, non celando una forte pulsione verso di lei, che però si rifiuta di concedersi; così in segreto ordina alle guardie di bruciarla la notte stessa della partenza verso Avignone con i due prigionieri eretici. Guglielmo si incontra con l'Abate, ormai anche lui visibilmente impaurito dai fatti misteriosi, e sostiene di essere arrivato al punto finale della ricerca, nominando il proibito finis Africae. L'Abate si mostra molto contrariato dal fatto che Guglielmo ha violato il suo divieto di accedere alla biblioteca, e cerca di cambiare discorso parlando delle gemme che adornano la sua personale statua della Madonna, per poi terminare il discorso congedando Guglielmo dal suo incarico nell'abbazia. Guglielmo è furibondo e decide di accedere la notte stessa nella biblioteca, avendo intuito chi sia l'assassino.
Mentre di notte la ragazza viene condotta nella piazza dell'abbazia per essere bruciata, interviene Anna, che punta un coltello alla gola di Bernardo, intimandogli di lasciarla andare. Guglielmo e Adso intanto sono riusciti a svelare definitivamente il mistero della frase "premi il primo e settimo di quattro", l'enigma tradotto dal messaggio di Venanzio, grazie a un'altra brillante intuizione di Adso che si era messo a ragionare sulla frase di Salvatore "tertius equi" riguardo ad un cavallo della scuderia (che significa non "terzo del cavallo" bensì "terza (lettera) della parola equi"). Guglielmo entra nella biblioteca, si pone davanti al riflesso dello specchio della parola quatuor sul cartiglio e fa premere ad Adso dei punti corrispondenti alle lettere iniziale (Q) e finale (R), facendo scattare un meccanismo che fa aprire lo specchio. Dentro la stanza i due vi trovano il monaco Jorge (entrato nella stanza da uno dei tanti passaggi segreti dell'abbazia, che solo lui conosce, in uno dei quali ha appena rinchiuso l'Abate in una trappola mortale, in quanto cercava di raggiungere la stanza per ribellarsi al monaco stesso, e dunque destinato a morire soffocato in un angusto spazio), che Guglielmo nomina ancora prima che venga illuminato dal lume, con cui intavolano una lunga discussione riguardo al metodo usato dall'anziano monaco spagnolo per controllare, da vari anni, l'abbazia. Innanzitutto Guglielmo svela il mistero del libro di Aristotele, dicendo che Jorge stesso aveva fatto prelevare dallo studio di Severino il fatale veleno per incollare le pagine per uccidere i curiosi, come Venanzio, Berengario e Malachia. Jorge spiega che lui detesta particolarmente quel libro di Aristotele poiché, essendo nel Medioevo considerato uno dei massimi vertici della scuola filosofica europea, con i suoi trattati aveva smontato gran parte dei dogmi del cattolicesimo, e con il riso, per mezzo del quale si può arrivare alla verità e allo smascheramento, chiunque potrebbe ridere perfino di Dio.
La discussione continua tra Guglielmo e Jorge riguardo al suo passato da monaco, quando non aveva ancora perso la vista. Sentendo arrivare la cecità, Jorge, volendo divenire a tutti i costi bibliotecario, pur non potendo, superò il vecchio Alinardo, il favorito degli italiani, rompendo la tradizione dell'abbazia, introducendo degli stranieri, detti "barbari" sia da Alinardo stesso che da altri monaci invidiosi, ossia un abate-fantoccio, tale Abbone di Fossanova, e Malachia da Hildegard, un "uomo di paglia" da poter manovrare a suo piacimento, che avrebbe dovuto nascondere i libri proibiti nella stanza nascosta del finis Africae. Tuttavia, anche per curioso caso del destino, le morti iniziate con Adelmo da Otranto hanno ripercorso le trombe dell'Apocalisse di Giovanni: Adelmo, per aver fornicato con Berengario per ottenere il segreto del libro, si è suicidato vinto dalla vergogna; Venanzio, dopo essere riuscito a prendere il libro, è rimasto avvelenato, riuscendo tuttavia a scrivere le indicazioni in codice per accedere alla stanza; Berengario ha letto il libro per poi morire affogato; Severino è morto per mano di Malachia poiché geloso, credendo che Severino avesse una tresca amorosa con Bencio; e infine Malachia stesso, violando i dettami di Jorge, ha ardito leggere il libro per curiosità, morendo avvelenato. Guglielmo è ammirato dalla minuzia usata da Jorge, tuttavia decide di sottoporlo a giudizio, ma costui spegne la candela, afferra l'Aristotele avvelenato e cerca di chiudere i due dentro la stanza segreta; Guglielmo e Adso riescono a riaccendere la fiaccole e vedono sgomenti che Jorge sta cercando di distruggere il libro, mangiandoselo. Nella colluttazione la candela cade addosso a dei libri, che iniziano a bruciare, il fuoco presto si propaga per la stanza, raggiungendo anche le altre. Jorge, in preda alla follia, si getta col libro tra le fiamme, mentre Guglielmo e Adso cercano invano di spegnere l'incendio e di salvare quanti più libri possibile.
Nel frattempo, nel piazzale dell'abbazia, Anna riesce a far fuggire la ragazza, ma quando i presenti si distraggono vedendo il fuoco che esce dalle finestre della torre della biblioteca, una guardia trafigge Anna (che morirà, non prima di aver confidato ad Adso che la ragazza è sana e salva), salvando Bernardo, che parte così per Avignone. Nel frattempo Salvatore e Remigio si sono liberati e cercano coi monaci di portare acqua, lavoro però vanificato dalla grande portata dell'incendio. Alla fine Remigio pensa di liberarsi dai suoi peccati gettandosi tra le fiamme, mentre il vecchio Alinardo, predicando le fiamme della sesta tromba dell'Apocalisse, viene travolto dai cavalli imbizzarriti. 
Il racconto della storia prosegue con la voce dell'anziano Adso che narra che l'abbazia bruciò per tre giorni, e che alla fine venne abbandonata dai monaci; Adso riuscì a raccogliere tre sacche di pergamene volanti dalla torre, per farne un tesoro, e partì verso il monastero di Melk, dove il novizio avrebbe ricevuto i voti. I due amici si separarono, non prima che Guglielmo dicesse al ragazzo che di una rosa, quando col tempo avesse perso la perfezione e fosse appassita, alla fine non sarebbe rimasto altro che il nome.
- Durata: 56 minuti
- Altri interpreti: Derek Boschi (Guillam de Masan), Federigo Ceci (Eudes, vescovo di Carpentras), Maxence Dinant (Segretario del papa), Gianluigi Fogacci (Roberto, conte di Firenze), Alessandro Giallocosta (Soldato), Leonardo Pazzagli (Adelmo da Otranto), Alfredo Pea (Pacifico da Tivoli), Antonio Spagnuolo (Ufficiale della delegazione papale), Nicholas Turturro (Pedro Lopez de Luna, arcivescovo di Saragozza).
- Ascolti Italia (puntate 7 e 8): telespettatori 3 960 000 – share 16,9%[6]